# Heo Geun-uk
Dans ce nom coréen, le nom de famille, Heo, précède le nom personnel.
Pour les articles homonymes, voir Heo.
Heo Geun-uk (en hangeul : 허근욱) est une romancière sud-coréenne née le 28 mars 1930 à Séoul et morte le 25 mars 2017. 

## Biographie
Heo Geun-uk est née le 28 mars 1930 à Séoul et fréquenté le lycée de filles Ewha. Elle suit des études d'anglais à l'université des femmes Ewha. Heo déménage en Corée du Nord avec son père, Heo Heon (ko), avocat leader du Parti travailliste sud-coréen et président du Comité du peuple nord-coréen en Corée du Sud. Elle reprend alors ses études à Pyongyang dans le département de langue russe. En 1950, pendant la Guerre de Corée, elle fait le choix de revenir en Corée du Sud à la recherche de liberté pour son art, mais elle est arrêtée, accusée d'être une espionne au service du Nord. Après sa libération, Heo se consacre entièrement à l'écriture et publie notamment Dans quel endroit sur cette terre pourrais-je demeurer ? (Naega seol ttang-eun eodinya, 1961), Mur blanc, mur noire (Huin byeok, geomeun byeok, 1963), L'hiver sans fin (Kkeunnaji anneun gyeo-ul, 1982). En 2001, elle fait le portrait de son père, Heo Heon, à travers son roman Heo Heon, l'avocat du peuple (Minjok byeonhosa Heo-Heon).
C'est la demi-sœur de la personnalité politique, écrivaine, militante féministe et socialiste de Corée du Nord Hoe Jong-suk. 

## Œuvre
En raison des restrictions qui lui ont été imposées par le gouvernement sud-coréen, Heo s'est délibérément abstenue d'aborder des questions idéologiques ou les problèmes concernant la division du pays. Toutefois, étant donné son passé et sa peur concernant les idéologies et les entraves aux libertés, elle n'a pas pu complètement dissimuler ses sentiments envers la partition et son souhait d'une réunification des deux Corées, on retrouve ainsi un sentiment de colère, voire de nostalgie en filigrane dans son travail.